# Nail Within
Nail Within war eine israelische Melodic-Death-Metal-Band aus Tel Aviv-Jaffa, die 2001 unter dem Namen Emblaze gegründet wurde und sich etwa 2003 auflöste. 2007 war die Gruppe wieder kurzzeitig aktiv.

## Geschichte
Die Band entstand 2001 aus den Zerfallsresten der beiden Gruppen Betrayer und Azazel und bestand aus dem Gitarristen Alex Schuster, dem Bassisten „Evil Haim“ Binyamini und dem Schlagzeuger Miko. Das Trio nannte sich anfangs noch Emblaze, ehe Nir Nakav als neuer Schlagzeuger dazukam. Die Besetzung bestand zu diesem Zeitpunkt neben ihm aus Schuster und Binyamini, dem Sänger Yishai Swearts und dem Gitarristen Matan Cohen-Grumi, der 2002 zur Band gekommen war. Daraufhin begab sich die Band nach Deutschland in die Spiderhouse Studios, um dort mit dem Produzenten Harris Johns ihr selbstbetiteltes Debütalbum aufzunehmen. Als Gastsänger sind hierbei Ze'ev Tananboim von Salem, Robert Gonnella von Assassin, Mille Petrozza und Tomas Lindberg vertreten. Auch Harris Johns ist als Gastmusiker vertreten. Die Band hatte Lindberg zwei Jahre zuvor kennengelernt, als er mit Betrayer in Israel war. Die Gruppe kannte Petrozza ebenfalls sei zwei Jahren, seit Swearts mit ihm ein Interview für den israelischen Metal Hammer geführt hatte. Lindberg und Petrozza waren außerdem befreundet. Der Tonträger erschien im März 2003 bei Listenable Records. Für das Lied Dirty Coloured Knife wurde von Nir Nakav ein Musikvideo erstellt, in dem auch Lindberg und Petrozza zu sehen sind. Noch im selben Monat verließ der Sänger Swearts die Besetzung, woraufhin Avital Tamir als Ersatz sowie der Bassist Rotem Inbar (beide waren bei Betzefer tätig) als neue Mitglieder hinzukamen. Kurze Zeit später kam es zur Auflösung. 2007 fand sich die Band wieder kurzzeitig zusammen und spielte am 23. November in Tel Aviv-Jaffa einen Auftritt, bei dem Tomas Lindberg als Gastsänger fungierte.

## Stil
Petra Schurer vom Metal Hammer schrieb in ihrer Rezension zum Album, dass die E-Gitarren mal melodisch, mal „thrashig“ seien. Die Gruppe mache in ihren Songs von Breaks Gebrauch. Songs wie Mental Coffin seien zwar handwerklich gut gemacht, seien aber letztendlich nur blasser, konturloser Melodic Death Metal. Frank Stöver von voicesfromthedarkside.de rezensierte ebenfalls das Album und merkte an, dass der Gesang von Swearts wie eine Mischung der Gastmusiker klingt. Musikalisch erinnere die Gruppe ein wenig an geradlinige, aggressive At the Gates, wobei auch Spuren von klassischem Thrash Metal der 1980er Jahre hörbar seien.

## Diskografie
- 2003: Nail Within (Album, Listenable Records)